# Renault Vivaquatre
Vivaquatre — легковий автомобіль, що виготовлявся французькою компанією Renault у 1932—1939 рр. Завдяки порівняно великому 4-циліндровому двигуну спочатку автомобіль входив у податковий клас 10CV, а пізніше став претендентом у клас 11CV.
Модифікація G7 з довшою колісною базою з квітня 1933 р. пропонувалась як таксі, причому останні продовжували експлуатувати аж до кінця 1950-их.

## Розробка
Vivaquatre виник як відгалуження при розробці Renault Primaquatre, що вийшов на ринок на рік раніше. Обидва автомобілі мали подібну конструкцію шасі, однак Vivaquatre, навіть базову модель, відрізняло подовжена на 26 см колісна база. Навіть заводські позначення моделей вказували на спорідненість автомобілів. Vivaquatre йменували як проект KZ7, у той час як Primaquatre — KZ6. Попередник у обидвох випадках був відомий як Renault 10CV, що у ті часи був ширше відомий як KZ.

## Опис

### Кузов
Vivaquatre став заміною Renault 10CV, що був міцним непоказним автомобілем. Нова модель наслідувала ті самі шаблони, що сильно нагадували попередника, в плані основних механічних елементів. Виробник комплектував автомобілі різними кузовами типу седан, і ніяк не такими фривольними як кабріолет чи купе кабріолет. Однак можна було вибрати між двома варіантами колісної бази, наприклад довшою з шестивіконним кузовом (по три вікна з кожної сторони) що закріпила популярність автомобіля як таксі.
Свого часу Vivaquatre стала найбільшою чотирициліндровою моделлю. Характерними ознаками, що вирізняли автомобіль поміж інших з ряду «Рено» стали окремі фари та незакриті колісні арки, у той час як автомобілі більшого класу мали фари вбудовані у передні крила та щитки на задніх колісних арках. Чотирициліндровий двигун Vivaquatre забезпечував коротший, аніж на шестициліндрових моделях капот. Серйозний імідж автомобіля став пізніше (у жовтні 1935 р., під час проведення автосалону) підкреслюватись вибором лише двох кольорів у люксовій комплектації — чорним та темно-синім. Покупці версії «Grand Luxe» могли обирати з 4-колірної гами, куди входив ще сірий та бордо. Салон виконувався у єдиному варінті із застосуванням вишневої тканини.

### Двигун та ходова частина
Vivaquatre оснащувався 4-циліндровим нижньоклапанним бензиновим двигуном з робочим об'ємом 2120 см куб. та максимальною потужністю в 35 к.с. Після модернізації, на наступних моделях KZ17 (1934 р.) та KZ23 (1935 р.) потужність збільшували попри незмінний робочий об'єм. Потужність заднім колесам передавалась через трансмісію з трьохступеневою коробкою передач без синхронізаторів.

### Еволюція
Розвиток автомобіля супроводжувався традицією довготривалих поступових вдосконалень, у котрі також входили часті зміни елементів кузова, коли вигляд автомобіля ставав прогресивнішим та більш обтічнішим. Ситуація складна, дивлячись на ті часи, через тенденцію «Рено» пропонувати у каталогах більш ніж одне покоління в один час. З квітня 1932 р. виробник додав опцію SA двигуна за 4000 франків. SA розшифровувалось як Suspendu Amprti, що передбачало суттєві зміни кріплень двигуна для зменшення ефекту від його вібрації. Такий крок, імовірно, був відповіддю на Moteur flottant («плаваючий двигун»), що пропонував тоді Citroën.

#### 1933 (модельний рік 1934-ого)

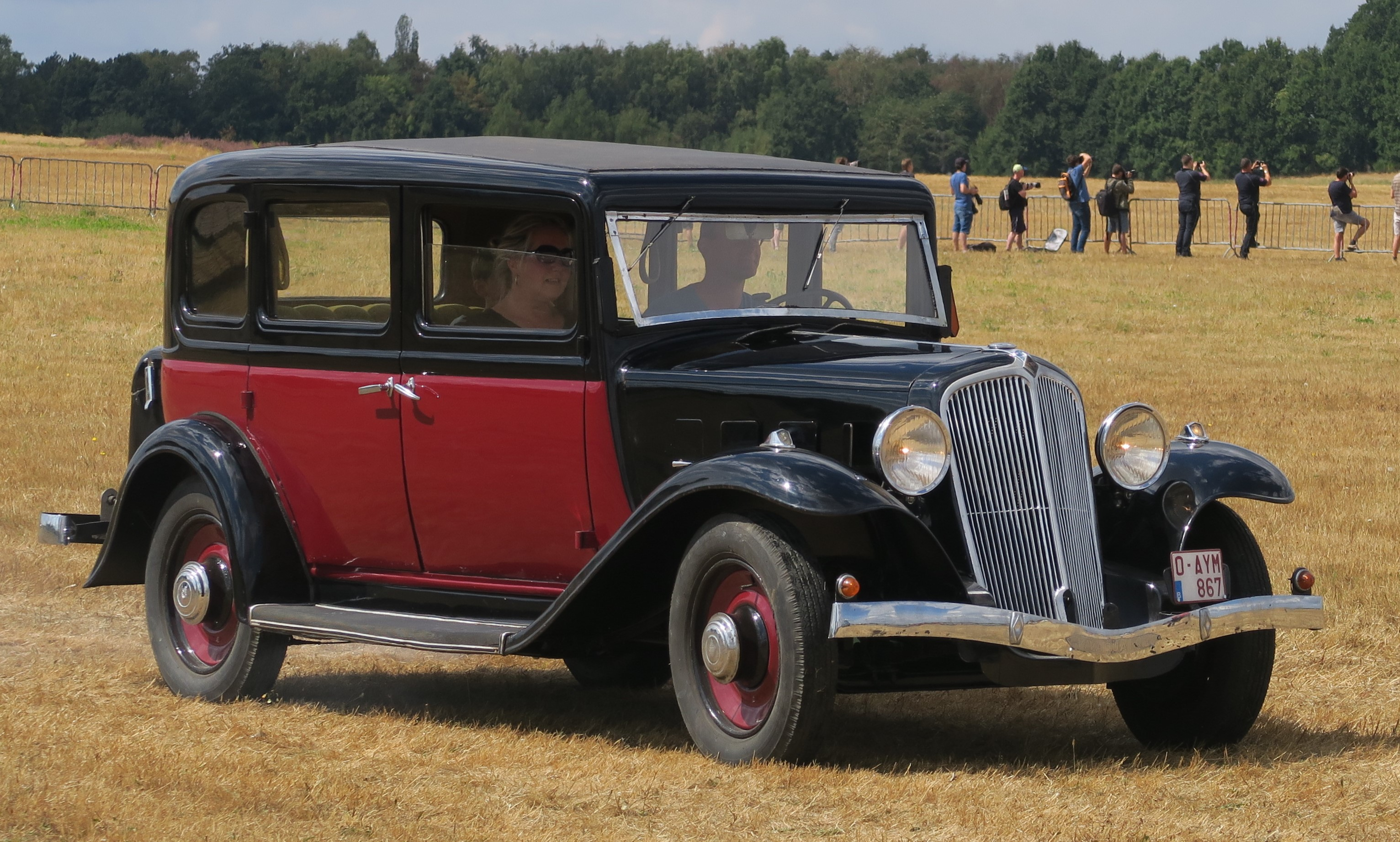
Renault Vivaquatre KZ13 (1933)

На 27ому Паризькому автосалоні у жовтні 1933 р. «Рено» представили модель Vivaquatre KZ13. «Рено» представили модель Vivaquatre KZ13. Обидві, як «звичайна» так і «довгобаза» версії зберегли квадратний стиль ранніх тридцятих, однак їх кути були більш скругленими, а попередньо вертикальна решітка радіатора стала похилою на певний кут. (таких самих керованих модою змін зазнав тогочасний Citroën Rosalie). Рено рекламували шість різних варіантів базового кузова, усі з яких були седанами. Два з них містили двоє бічних вікон на кожній зі сторін, а решта чотири по три — шість загалом. Цими шістьмома типами кузовів (разом з цінами станом на жовтень 1933 р.) були:
- Berline Luxe — 5-місний: 23 900 франків;
- Berline Grand Luxe — 5-місний: 25 400 франків;
- Conduite Intérieure Luxe — 7-місний: 29 600 франків;
- Conduite Intérieure Grand Luxe — 7-місний: 28 400 франків;
- Таксі — 7-місний та із зсувним дахом: 30 000 франків;
- Berline commerciale (880 кг) — 21 000 франків.[2]

Більш округлі кузова поповнили лінійку весною 1934 р. з появою Conduite Intérieure Aérodynamique — 5-місного, вартістю 23100 франків, яка вказувала на те, що автомобіль мав виготовлятися у відносно великих об'ємах.
Нову послідовність проектних кодів прослідковується у появі Vivaquatre ADL1 у 1936 р. Попри те, що автомобіль все ще комплектувався великим 4-циліндровим двигуном, його робочий об'єм був збільшений до 2383 см куб., а максимальна потужність тепер становила 56 к.с. при 3300 об/хв.

#### 1936 (модельний рік 1937-ого)
До проведення 30ого Паризького автосалону, у жовтні 1936 р. Vivaquatre комплектувався тими самими кузовами, що і 6-циліндрові моделі Renault. Однак збоку було видно, що моторний відсік та загальна довжина автомобіля все ще залишається коротшою, відображаючи меншу довжину нижньоклапанного двигуна (тепер з робочим об'ємом у 2383 см куб.). Vivaquatre був великим автомобілем за стандартами того часу, однак його двигун та утилітарні характеристики позиціонували його у самому кінці обширного модельного ряду представницьких «Рено». Того часу широко відомим стало повне застосування сталі у конструкції масових кузовів автомобілів Андре Сітроєна. Однак тоді, відносини Луї Рено з компанією Ambi Budd ознаменувались довгими судовими відносинами стосовно правомірності використання патентів. Гласність Рено не надавала значення принципам конструкції кузовів, однак надзвичайно округлі форми та збільшення уніфікації кузовних панелей попри розмірні відмінності моделей вказувало, що кузова Рено мали мало спільного з важкими трудомісткими у виготовленні дерев'яними кузовами, що були популятними п'ять років до того. Для 1937 модельного року Vivaquatre ADL2 отримав нову трапеціювату решітку, уніфіковану з іншими Рено та фари вбудовані у передні крила. Звичайні дискові колеса змінили дискові колеса з 12 круглими отворами між маточиною та ободом. Похила задня частина зробила можливим доступ до багажника зовні, хоча автомобілі, що сходили з конвеєра йшли без ніяких кришок багажника, окрім кожуха на горизонтально розташованому запасному колесі. Хоч і кузова стали більш обтічними, ряд їх модифікацій не був різноманітним. П'ять типів кузова (разом із зазначеними зміненими цінами, що відображали економічні проблеми) на автосалоні 1936 року становили:
- Berline Luxe — без багажника або з ним: 23 800 або 24 600 франків;
- Berline Grand Luxe — без багажника або з ним: 25 000 або 25 800 франків;
- Berline Conduite Intérieure Luxe — з 6-ма бічними вікнами без багажника або з ним: 26 300 або 27 100 франків;
- Berline Conduite Intérieure Grand Luxe — з 6-ма бічними вікнами без багажника або з ним: 27 500 або 28 300 франків,
- Berline Commerciale: 24 000 франків.

#### Останні роки виробництва
У наступні роки з'явились три версії BDH1, BDH3 та BDH4. У механічному плані, однак, нові номера не відображали суттєві зміни. Зміними були суцільнометалеві кузова, що стали більш обтічними, зі складними поверхнями панелей. У 1939 р. коли Vivaquatre зняли з виробництва довгобаза модель мала колісну базу у 4700 мм.

### Без прямої заміни
Автомобіль не мав прямого наступника, однак у 1950 «Рено» заповнив цю нішу моделлю Frégate.